# Soronia grisea
Soronia grisea – gatunek chrząszcza z rodziny łyszczynkowatych i podrodziny Nitidulinae. Zamieszkuje palearktyczną Eurazję i nearktyczną Amerykę Północną.

## Taksonomia
Gatunek ten opisany został po raz pierwszy w 1758 roku przez Karola Linneusza pod nazwą Silpha grisea.

## Morfologia
Chrząszcz o owalnym w zarysie, lekko wypukłym po stronie grzbietowej ciele długości od 3,5 do 5,5 mm. Głowa jest smoliście brunatna z rdzawobrunatnymi czułkami. Czułki mają człon pierwszy guzowato nabrzmiały, a trzy człony ostatnie uformowane w niezmodyfikowaną buławkę. Przedplecze i pokrywy są w częściach środkowych smoliście brunatne z rdzawożółtymi plamami, przy czym na pokrywach występuje za środkiem długości plama trójkątna przechodząca przez szew; części boczne pokryw i przedplecza są natomiast szeroko rynienkowate i ubarwione rdzawobrunatnie. Boczne brzegi przedplecza są w tylnych odcinkach silnie wygięte do wewnątrz, co odróżnia ten gatunek od podobnego S. punctatissima. Punktowanie wierzchu ciała jest bezładne, wierzch przedplecza i pokryw ma nierówną rzeźbę, a na pokrywach występują ponadto słabo zaznaczone, poprzerywane żeberka podłużne, porośnięte grubymi i hakowato wygiętymi ku tyłowi włoskami czarnymi i białymi. Przedpiersie ma wyrostek międzybiodrowy na wierzchołku spłaszczony, wyraźnie poszerzony i prosto ścięty. Odnóża są rdzawobrunatne. U samca przednia ich para ma golenie tylko nieco zgrubiałe i niezakrzywione.

## Ekologia i występowanie
Owad ten zasiedla lasy, zadrzewienia, parki, sady, ogrody i nasadzenia przydrożne. Jest gatunkiem saproksylicznym. Żeruje na fermentującym soku wyciekającym ze zranionych drzew liściastych oraz porastających je grzybach. Owady dorosłe ponadto przylatują do gnijących owoców i buraków. Postać dorosła zimuje w szczelinach kory i pod nią.
Gatunek holarktyczny. W Europie znany jest z Islandii, Portugalii, Hiszpanii, Andory, Irlandii, Wielkiej Brytanii, Francji, Belgii, Luksemburga, Holandii, Niemiec, Szwajcarii, Liechtensteinu, Austrii, Włoch, Danii, Szwecji, Norwegii, Finlandii, Estonii, Litwy, Polski, Czech, Słowacji, Węgier, Białorusi, Ukrainy, Mołdawii, Rumunii, Bułgarii, Słowenii, Chorwacji, Bośni i Hercegowiny, Czarnogóry, Serbii, Albanii, Macedonii Północnej, Grecji oraz europejskich części Rosji i Turcji. O ile w północnej części zasięgu, w tym w Polsce, pospolity jest na niżu i w górach, o tyle na południu spotykany jest sporadycznie i głównie w górach. Poza Europą zamieszkuje 
palearktyczną Azję i nearktyczną Amerykę Północną.